# 古龍小說同書異名列表
古龍一生寫的小說極多，加上常常一書的版權賣給多家，於是造成不同出版社出版的同一部小說有不同名稱。在此列出古龍作品同書異名列表。

## 同書異名作品列表
- 列在年代後方為較大眾接受的公認書名。
- 1960年《蒼穹神劍》，香港偽「大美」盜版改名《怒劍狂花》
- 1960年《劍毒梅香》，大部分由上官鼎代筆，之後上官鼎由桂冠出版改名《河洛一劍》
- 1960年《遊俠錄》，1979年行宇出版社出版改名《俠義男兒》
- 1960年《失魂引》，1979年行宇出版社出版改名《失魂人》
- 1961年《劍客行》，明祥1964年版本改名《無情碧劍》，港澳偽「華新」改名《奪命青蚨鏢》
- 1962年《彩環曲》，武俠世界連載、環球出版改名《傲劍狂龍》，武叢出版改名《劍底游龍》
- 1962年《護花鈴》，武藝雜誌連載及武功出版為《諸神島》
- 1963年《孤星傳》，武俠春秋連載時改名《歷劫江湖》，南琪出版改名《風雲男兒》，環球出版改名《武林霸主》
- 1963年《湘妃劍》，真善美（正版）以外版本多使用《金劍殘骨令》之名
- 1964年《情人箭》，武林出版為《怒劍狂花》，漢麟出版修訂本改名《怒劍》
- 1965年《大旗英雄傳》，武林出版為《大旗英烈傳》，漢麟出版修訂本改名《鐵血大旗》，桂冠出版為《鐵血大旗門》
- 1966年《浣花洗劍錄》，武林出版為《紅塵白刃》，漢麟出版修訂本改名《浣花洗劍》，工人出版為《江海英雄》，桂冠出版為《一劍鎮神州》，早年麗的電視的電視劇版稱為情人箭，重播又回復原名。
- 1967年《武林外史》，武林出版為《風雲會中州》，武藝出版為《江湖浪子》，香港偽「桂冠」出版為《江湖的故事》
- 1967年《血海飄香》又名《天楓十四郎》
- 1967年《鐵血傳奇》系列，在武俠春秋連載時改名《風流盜帥》，真善美、桂冠改名《楚留香傳奇》，華新出版為《風流楚香帥》
- 1968年《多情劍客無情劍》與續集《鐵膽大俠魂》合為一部；大陸的學林出版改名《風雲第一刀》，另外毅力出版改名《魔劍俠情》
- 1968年《借屍還魂》，武俠世界連載時改名《鬼戀俠情》
- 1969年《蕭十一郎》，春秋預定名為《割鹿刀》，實際出版時改名；大陸某版本名為《淑女與強盜》
- 1971年《大人物》，大南出版為《英雄本色》
- 1973年《邊城浪子》，武俠春秋連載時原名《風雲第一刀》，後南琪出版改名
- 1973年《陸小鳳傳奇》系列，第一部與系列同名，又名陸小鳳，風雲時代改名《金鵬王朝》
- 1973年《九月鷹飛》，又名《金刀情俠》
- 1973年《火併蕭十一郎》，南琪、武藝出版改名《火拚》，武功出版為《火拚十一郎》
- 1973年《幽靈山莊》，武俠春秋連載時，後半部名為《武當一戰》
- 1974年《七種武器》系列，南琪出版改名《武林七靈》
- 1974年《血鸚鵡》，香港偽「桂冠」出版改名《十萬神魔十萬血》
- 1974年《天涯‧明月‧刀》，武林、環球出版改名《明月刀》，香港偽「桂冠」出版為《傅紅雪》
- 1975年《拳頭》，原名「《狼山》」，武俠春秋改名，又武俠春秋、南琪出版改名《憤怒的小馬》，香港偽「桂冠」改名《神拳小馬》
- 1977年《陸小鳳傳奇》系列，南琪出版改名《大遊俠》
- 1977年《繡花大盜》，明報連載時原名《鳳凰東南飛》，後春秋出版改名
- 1977年《三少爺的劍》武俠春秋連載時屬《江湖人》系列之一，澳門偽「華新」出版為《神劍山莊》，毅力出版為《劍客》
- 1978年《圓月彎刀》，武俠春秋連載時原名《刀神》，後漢麟出版改名《圓月‧彎刀》，新武出版為《彎刀》
- 1978年《七星龍王》，香港偽「桂冠」出版改名《李將軍》，長江文藝改名《小龍王》
- 1978年《隱形的人》其後由薛興國續寫並改名《鳳舞九天》，後春秋出版
- 1978年《新月傳奇》，武俠世界、環球改名《玉劍傳奇》
- 1985年《大武俠時代》系列問題繁複，請參照該頁面。

## 相關連結
- 古龍